# Quercus emoryi
Espèce
Classification phylogénétique
Le chêne d'Emory (Quercus emoryi) est un arbre de la famille des Fagaceae à feuillage semi-persistant. Cette espèce de chêne est commune dans l'Arizona, le Nouveau-Mexique et dans l'Ouest du Texas (Big Bend National Park) aux États-Unis, et dans le Nord du Mexique (Basse-Californie du Nord, Chihuahua, nord du Coahuila, Durango, San Luis Potosí, Zacatecas). Il pousse généralement dans les milieux secs collinéens de moyennes altitudes.
C'est un chêne du groupe des chênes rouges, gardant ses feuilles pendant l'hiver jusqu'à ce que les nouvelles feuilles apparaissent au printemps, et c'est un buisson large ou un petit arbre atteignant 5 à 17 m en hauteur. Les feuilles mesurent 3 à 6 cm de long, sont entières ou à bord ondulé, coriaces, vert sombre sur le dessus, plus clair sur le dessous. Les glands mesurent 1,5 à 2 cm de long, brun noirâtre, et sont mures en 6 à 8 mois après la pollinisation; la graine est douce, et est une aliment important pour beaucoup de mammifères et d'oiseaux.
L'arbre rend hommage au lieutenant William Hemsley Emory, qui arpenta la partie occidentale du Texas où l'espèce fut découverte en 1846.

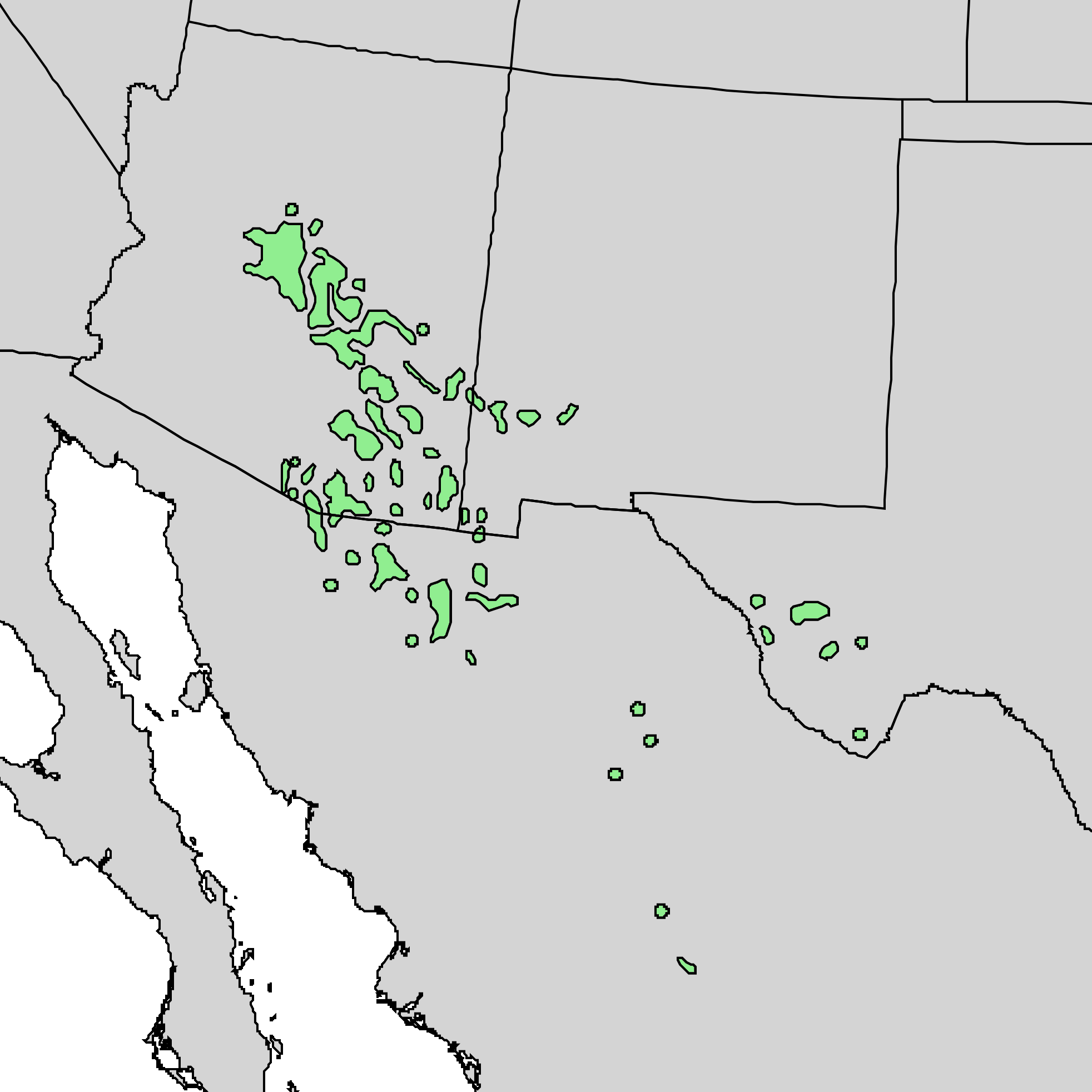
Carte de l'aire